# Mario Jsmaele Castellano
(Mario Jsmaele Castellano)
Mario Jsmaele Castellano (Oneglia, 22 settembre 1913 – Siena, 12 aprile 2007) è stato un arcivescovo cattolico italiano.

## Biografia
Nacque ad Oneglia il 22 settembre 1913. Era cugino di primo grado di un altro illustre italiano nato a Oneglia: Alessandro Natta, segretario del PCI.

### Formazione e ministero sacerdotale
Entrato in seminario a Oneglia nella diocesi di Albenga-Imperia, nel 1936 si laureò in giurisprudenza e nel 1937 entrò nell'Ordine dei frati predicatori (domenicani). Fu ordinato sacerdote il 5 luglio 1942. Si laureò anche in diritto canonico presso la Pontificia Università San Tommaso d'Aquino a Roma, dove insegnò fino al 1954.

### Ministero episcopale
Fu eletto vescovo di Volterra da papa Pio XII il 24 agosto 1954 e consacrato il 31 ottobre 1954 nella basilica romana di Santa Maria sopra Minerva dal cardinale Adeodato Piazza, O.C.D., co-consacranti il vescovo di Pescia Dino Luigi Romoli, O.P., e il vescovo di Fiesole Antonio Bagnoli, suo predecessore sulla cattedra volterrana. Il 3 agosto 1956 fu promosso alla sede titolare arcivescovile di Colossi e nominato assistente ecclesiastico nazionale dell'Azione Cattolica.
Il 6 giugno 1961 papa Giovanni XXIII lo trasferì arcivescovo metropolita di Siena, dove fece il suo ingresso il 15 agosto successivo. Partecipe e attivo come padre conciliare a tutte le sessioni del Concilio Vaticano II, fu protagonista di una stagione di grandi trasformazioni per il riassetto delle circoscrizioni diocesane nel territorio della metropolia senese. Nel 1970 fu infatti nominato amministratore apostolico di Montepulciano e di Chiusi e Pienza, il 7 ottobre 1975 aggiunse il titolo di vescovo di Colle di Val d'Elsa e il 19 gennaio 1978 quello di Montalcino. Negli anni del suo episcopato senese fu coadiuvato da diversi vescovi ausiliari di cui due furono da lui stesso consacrati nella cattedrale di Siena: Enrico Petrilli, già vicario generale dell'arcidiocesi, eletto vescovo titolare di Apolloniade il 2 settembre 1963 e ordinato il 6 ottobre successivo, e Alberto Giglioli, già rettore del Pontificio Seminario Regionale "Pio XII" di Siena, eletto alla sede titolare di Bitilio il 24 aprile 1970 e consacrato il 13 giugno successivo. Terminato l'incarico di amministratore di Montepulciano e di Chiusi e Pienza nel 1975, sarà proprio Alberto Giglioli ad essere nominato vescovo di tutte e due le sedi.
Il 14 settembre 1980, nel sesto centenario del transito di Santa Caterina, accolse papa Giovanni Paolo II nella sua prima visita alla Chiesa di Siena.
Essendo domenicano, fu devoto e profondo conoscitore di Santa Caterina da Siena. Approfondì la conoscenza della vita e della spiritualità della Santa nel corso di tutta la sua vita ed i suoi studi lo fecero adoperare affinché fosse proclamata dottore della Chiesa il 4 ottobre 1970, per volontà di papa Paolo VI. In seguito a questo evento fu anche promotore della nascita dell'Associazione ecumenica dei Caterinati, sodalizio religioso che nasceva dall'antica Confraternita di Santa Caterina in Fontebranda e che si diffuse in Italia e in tutto il mondo, divenendo poi nel 1992 Associazione Internazionale dei Caterinati; dal 1970 al 1990 ne fu presidente e poi fino alla morte, presidente onorario.
Dal 1970 inoltre iniziò a lavorare affinché Santa Caterina fosse proclamata patrona d'Europa. Il suo impegno ebbe successo il 1º ottobre 1999, per volontà di papa Giovanni Paolo II.
Fu vicepresidente per l'Italia centrale della Conferenza Episcopale Italiana dal 13 giugno 1972 al 25 maggio 1978 e dall'11 maggio 1984 al 15 maggio 1990.
Nel 1979 concesse la personalità giuridica canonica all'associazione di fedeli Milizia del Tempio - Ordine dei poveri Cavalieri di Cristo, fondata a Poggibonsi (Siena) dal conte Marcello Alberto Cristofani della Magione .
Il 30 settembre 1986, col decreto Instantibus votis della Congregazione per i vescovi, l'assetto territoriale ecclesiastico della Toscana meridionale viene ridefinito stabilmente, sopprimendo le diocesi di Colle di Val d'Elsa e di Montalcino che vennero unite a Siena. L'arcivescovo Castellano fu quindi il primo arcivescovo metropolita ad assumere il nuovo titolo di Siena-Colle di Val d'Elsa-Montalcino.
Il 14 novembre 1989 il papa accettò la sua rinuncia alla cattedra senese per raggiunti limiti di età, divenendone amministratore apostolico fino all'ingresso del suo successore, Gaetano Bonicelli, il 15 gennaio 1990.
Morì all'età di 94 anni a Siena, il 12 aprile 2007, a seguito del progressivo declino fisico che tuttavia non gli tolse la brillantezza della mente. 
È seppellito nel sepolcreto degli arcivescovi della cattedrale di Siena.

## Genealogia episcopale e successione apostolica
La genealogia episcopale è:
- Cardinale Scipione Rebiba
- Cardinale Giulio Antonio Santori
- Cardinale Girolamo Bernerio, O.P.
- Arcivescovo Galeazzo Sanvitale
- Cardinale Ludovico Ludovisi
- Cardinale Luigi Caetani
- Cardinale Ulderico Carpegna
- Cardinale Paluzzo Paluzzi Altieri degli Albertoni
- Papa Benedetto XIII
- Papa Benedetto XIV
- Cardinale Enrico Enriquez
- Arcivescovo Manuel Quintano Bonifaz
- Cardinale Buenaventura Córdoba Espinosa de la Cerda
- Cardinale Giuseppe Maria Doria Pamphilj
- Papa Pio VIII
- Papa Pio IX
- Cardinale Alessandro Franchi
- Cardinale Giovanni Simeoni
- Cardinale Antonio Agliardi
- Cardinale Basilio Pompilj
- Cardinale Adeodato Piazza, O.C.D.
- Arcivescovo Mario Jsmaele Castellano, O.P

La successione apostolica è:
- Vescovo Enrico Petrilli (1963)
- Vescovo Alberto Giglioli (1970)